# Sonnensekunde
Die Sonnensekunde ist wie die  Sonnenminute und die Sonnenstunde ein Zeitmaß, das vor der Einführung der Ephemeridenzeit im Jahre 1960 üblich war, Sie ist der 86.400ste Teil der Zeitspanne eines mittleren Sonnentags, dessen Dauer das auf ein Jahr bezogene Mittel der schwankenden Dauer von Sonnentagen ist, und Basiseinheit der mittleren Sonnenzeit.
Für einen ausführlicheren Überblick über die Gründe zur Ablösung dieser Maßeinheit siehe Ephemeridensekunde.

## Einzelnachweis
1. ↑  Lehrbuch der Navigation - Germany. Marine Amt, ISBN 3-95427-126-5